# Serhi Lahkuti
Serhi Lahkuti –em ucraniano, Сергій Лагкуті– (Simferopol, 24 de abril de 1985) é um desportista ucraniano que compete em ciclismo na modalidade de pista, especialista nas provas de pontuação e madison; ainda que também disputa carreiras de estrada.
Ganhou duas medalhas de bronze no Campeonato Europeu de Ciclismo em Pista, nos anos 2010 e 2012.

## Medalheiro internacional
| Campeonato Europeu | Campeonato Europeu    | Campeonato Europeu | Campeonato Europeu |
| Ano                | Lugar                 | Medalha            | Competição         |
| ------------------ | --------------------- | ------------------ | ------------------ |
| 2010               | Pruszków ( Polónia)   | Medalha de bronze  | Madison            |
| 2012               | Panevėžys ( Lituânia) | Medalha de bronze  | Pontuação          |

## Palmarés

### Pista
2010
- 3º no Campeonato Europeu Madison.

2012
- 3º no Campeonato Europeu Pontuação.

### Estrada
| 2009 - 1 etapa do Volta à Bulgária 2010 - 1 etapa do Bałtyk-Karkonosze Tour 2012 - 1 etapa do Volta à Bulgária - 3º no Campeonato da Ucrânia Contrarrelógio. 2014 - 1 etapa da Volta ao Lago Qinghai | 2015 - Moscow Cup - Horizon Park Race for Peace - Campeonato da Ucrânia Contrarrelógio 2016 - Volta à Ucrânia, mais 1 etapa - Volta ao Lago Qinghai, mais 1 etapa 2017 - Tour de Ribas - Volta à Bulgária-Norte, mais 1 etapa |